# Le Vent brûlant de l'été
Pour plus de détails, voir Fiche technique et Distribution.
Le Vent brûlant de l'été (Con el viento solano) est un film espagnol réalisé par Mario Camus, sorti en 1966.

## Synopsis
La petite amie d'un jeune gitan essaie de remettre sa vie sur les rails après une bagarre.

## Fiche technique
- Titre français : Le Vent brûlant de l'été[1]
- Titre original : Con el viento solano
- Réalisation : Mario Camus
- Scénario : Mario Camus d'après le roman d'Ignacio Aldecoa
- Musique : Antonio Pérez Olea
- Photographie : Juan Julio Baena
- Montage : Pablo G. del Amo
- Production : José Antonio Sáinz de Vicuña
- Société de production : Pro Artis Ibérica
- Pays de production :  Espagne
- Genre : Action et drame
- Durée : 87 minutes
- Dates de sortie : 
  - France : mai 1966 (Festival de Cannes 1966) ; 1970 (Sud-Ouest)[1]

## Distribution
- Antonio Gades : Sebastián
- María José Alfonso : Lupe
- Vicente Escudero : Montoya
- María Luisa Ponte : Carola
- Antonio Ferrandis : Tío Manuel
- Erasmo Pascual : José Cabeda
- José Manuel Martín : Zafra
- Imperio Argentina : la mère Sebastián
- José Caride : Jacinto Larios
- José Segura : Domingo
- Luis Marín : Manolo
- José Sepúlveda : Don Baldomero
- Lluís Torner : El Lango
- Ángel Lombarte : Maño, l'aubergiste

## Distinctions
Le film a été présenté en sélection officielle en compétition au Festival de Cannes 1966.